# Fifth Third Bank Tennis Championships 2011
Il Fifth Third Bank Tennis Championships 2011 è stato un torneo professionistico di tennis giocato sul cemento. È stata la 17ª edizione del torneo maschile, la 15ª del torneo femminile, che fanno parte dell'ATP Challenger Tour nell'ambito dell'ATP Challenger Tour 2011 e dell'ITF Women's Circuit nell'ambito dell'ITF Women's Circuit 2011. Il torneo maschile e quello femminile si sono giocati a Lexington negli USA dall'11 al 17 luglio 2011.

## Partecipanti ATP

### Teste di serie
| Nazionalità          | Giocatore       | Ranking* | Testa di serie |
| -------------------- | --------------- | -------- | -------------- |
| Regno Unito          | James Ward      | 202      | 1              |
| Stati Uniti          | Wayne Odesnik   | 218      | 2              |
| Australia            | Chris Guccione  | 221      | 3              |
| Sudafrica            | Fritz Wolmarans | 222      | 4              |
| Australia            | Carsten Ball    | 230      | 5              |
| Stati Uniti          | Michael Yani    | 234      | 6              |
| Serbia               | Ilija Bozoljac  | 239      | 7              |
| Bosnia ed Erzegovina | Amer Delić      | 246      | 8              |

- Rankings all'11 luglio 2011.

### Altri partecipanti
Giocatori che hanno ricevuto una wild card:
- Alexis Musialek
- Eric Quigley
- Jack Sock
- Rhyne Williams

Giocatori passati dalle qualificazioni:
- Devin Britton
- Chase Buchanan
- Michael McClune
- Blake Strode
- Jordan Cox (lucky loser)

## Partecipanti WTA

### Teste di serie
| Nazionalità | Giocatrice        | Ranking* | Testa di serie |
| ----------- | ----------------- | -------- | -------------- |
| Stati Uniti | Melanie Oudin     | 100      | 1              |
| Stati Uniti | Alison Riske      | 117      | 2              |
| Stati Uniti | Sloane Stephens   | 131      | 3              |
| Ucraina     | Tetjana Lužans'ka | 157      | 4              |
| Stati Uniti | Julia Cohen       | 165      | 5              |
| Ungheria    | Melinda Czink     | 167      | 6              |
| Canada      | Heidi El Tabakh   | 185      | 7              |
| Hong Kong   | Zhang Ling        | 194      | 8              |

- Rankings all'11 luglio 2011.

### Altre partecipanti
Giocatrici che hanno ricevuto una wild card:
- Robin Anderson
- Nicole Gibbs
- Melanie Oudin

Giocatrici passate dalle qualificazioni:
- Hilary Barte
- Lauren Embree
- Amanda Fink
- Grace Min

## Campioni

### Singolare maschile
Wayne Odesnik ha battuto in finale  James Ward con il punteggio di 7–5, 6–4.

### Singolare femminile
Chichi Scholl ha battuto in finale  Amanda Fink con il punteggio di 6–1, 6–1.

### Doppio maschile
Jordan Kerr /  David Martin hanno battuto in finale  James Ward /  Michael Yani con il punteggio di 6–3, 6–4.

### Doppio femminile
Tamaryn Hendler /  Chichi Scholl hanno battuto in finale  Lindsay Lee-Waters /  Megan Moulton-Levy con il punteggio di 7–6(9), 3–6, [10–7].